# Bräkne-Hoby
Bräkne-Hoby er en by i Ronneby kommun i Blekinge län i Sverige. Den har 1.704 (2023) indbyggere. I 2010 havde byen 1.689 indbyggere. Bräkne-Hoby ligger ved Europavej E22 mellem Ronneby og Karlshamn, midt i Blekinge tæt ved østersøkysten med skærgård, naturreservater og landsbyen Järnavik.